# Sukhoi Su-33
Sukhoi Su-33 (tiếng Nga: Сухой Су-33; tên ký hiệu của NATO: Flanker-D) là một máy bay tiêm kích ưu thế trên không đa năng hoạt động trên tàu sân bay được sản xuất ở Nga bởi hãng Sukhoi vào năm 1982. Đây là một máy bay có thiết kế bắt nguồn từ Sukhoi Su-27 'Flanker' và ban đầu nó được biết đến với tên gọi "Su-27K". Sự khác biệt chính giữa Su-27 và Su-33 là Su-33 có thể hoạt động trên tàu sân bay. Không giống như Su-27, Su-33 có khả năng tiếp nhiên liệu trên không.

## Lịch sử phát triển

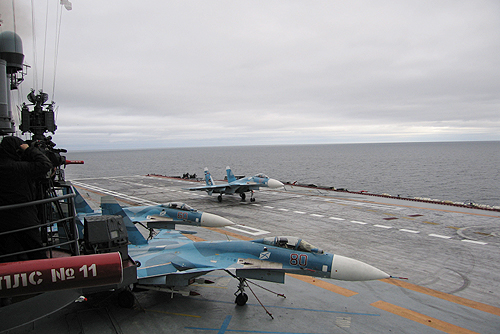
Một chiếc Su-33 hạ cánh trên tàu sân bay Đô đốc Kuznetsov

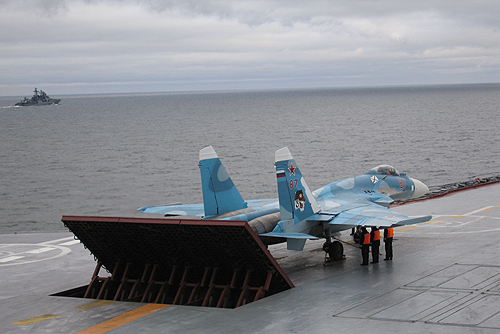
Một chiếc Su-33 chuẩn bị cất cánh từ tàu sân bay Đô đốc Kuznetsov trong chuyến thăm của Tổng thống Nga Dmitry Medvedev

Su-33 bay lần đầu tiên vào tháng 5 năm 1985 và bắt đầu phục vụ trong Hải quân Nga vào năm 1994. Một trung đoàn gồm 24 chiếc đã được biên chế hoạt động trên tàu sân bay duy nhất của Hải quân Nga, tàu sân bay Đô đốc Kuznetsov.
Trong suốt quá trình thử nghiệm, mỗi phi công phải thực hiện 400 lần thao tác hạ cánh trên những đường băng giả định được xây dựng với kích thước đúng như đường băng trên tàu sân bay, họ phải tập các bài tập kỹ thuật hạ cánh không có đèn báo hiệu trước khi thực hiện hạ cánh trên boong tàu sân bay thật. Trong suốt thời gian đó, chỉ có 1 tai nạn nhỏ xảy ra, khi máy bay định đáp xuống thì gió thổi mạnh một góc 45° ở mạn trái của sàn tàu đã khiến mẫu thử nghiệm (khi đó gọi là T-10K), do phi công Victor Pugachev điều khiển trượt quá vạch dừng 3 m, suýt gây thành tai nạn. Khi máy bay rời sàn đáp, một ống giảm xóc của hệ thống hạ cánh va chạm với những thanh chống sườn vỏ tàu. Các phi công của cả MiG-29K và Su-27K đều đã thấy những thanh chống này mà cũng không hề phàn nàn gì vì nó ở phía dưới sàn đáp, họ chỉ phàn nàn về sự nhiễu loạn không khí xảy ra do các sườn tàu mà sau này được sửa đổi.
Việc hạ cánh thực sự lần đầu tiên trên tàu sân bay không phải hoàn toàn suôn sẻ như mong đợi. Người ta thấy rằng dù chiếc máy bay tiêm kích được làm ngắn đi, nó vẫn còn còn quá cao không vừa cửa khoang chứa máy bay, nên các kẹp đặc biệt được gắn vào hệ thống hạ cánh để ép nó thấp xuống và qua được cửa khoang chứa máy bay.
Ngày hôm sau, trước khi cất cánh, người ta phát hiện ra rằng nếu tấm hãm làm lệch hướng phụt phản lực từ động cơ làm mát bằng nước được đặt một góc 60° như thiết kế, nó sẽ quá sát ống phụt phản lực của máy bay. Yêu cầu đặt lại ở góc 45° không thể thực hiện vì giá đỡ không thể giữ ở vị trí đó. Thủy thủ đoàn đã tạo ra trụ chống tạm thời bằng thép ống để giữ tấm hãm tại chỗ. Không may là các thợ hàn đã không dọn sạch những mảnh kim loại sau khi hoàn thành công việc, và những mảnh này bắn loạn xạ vào các quan sát viên. Sự việc càng tồi tệ hơn, khi đế chặn đã không thể xếp lại khi được yêu cầu, chiếc máy bay nguyên mẫu đã phụt luồng khí nóng động cơ vào tấm hãm 8 giây lâu hơn là thời gian an toàn tối đa chỉ có 6 giây. Điều này khiến ống dẫn nước trong tấm hãm phát nổ thổi bay cả tấm hãm. Một số quan sát viên nghĩ rằng ống dẫn nhiên liệu của máy bay đã vỡ nên chạy túa đi, lo sợ một vụ nổ. Pugachev, người cầm lái, được yêu cầu hãm động cơ mà đế chặn lúc đó sập xuống làm máy bay chồm mạnh lên phía trước. Pugachev đã phản xạ rất nhanh, đứng hẳn lên phanh và tắt động cơ. Chiếc máy bay được kéo qua vị trí khác, và lần này Pugachev cất cánh mà không dùng tấm hãm cũng như đế chặn, bay lên rất thẳng, thực hiện một thao tác Rắn hổ mang Pugachev và bay đi. Từ đó, một chiếc trực thăng tìm kiếm cứu nạn Kamov Ka-27PS luôn bay gần tàu sân bay để đề phòng tai nạn.

## Thiết kế

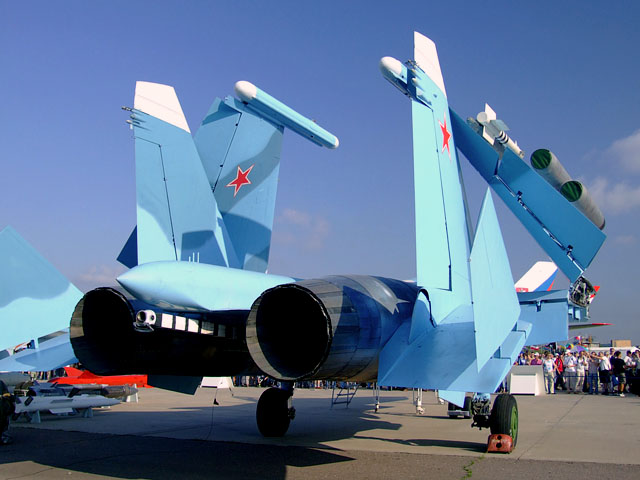
Su-33 nhìn từ phía sau

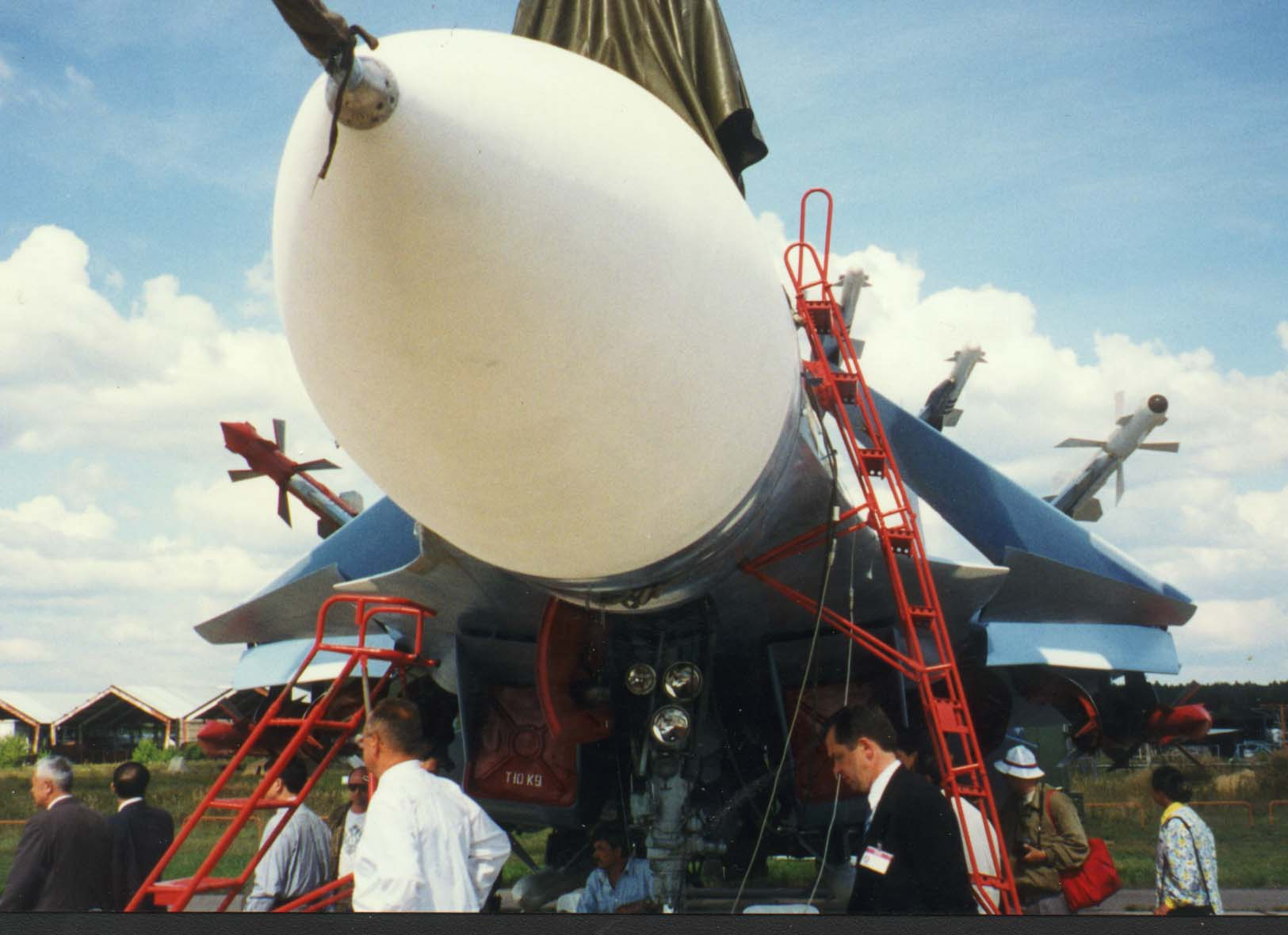
Su-33 nhìn từ phía trước

Không giống như những máy bay chiến đấu trên các tàu sân bay đương thời của Hoa Kỳ như Grumman F-14 Tomcat, Su-33 được thiết kế để sử dụng đường băng cất cánh kiểu nhảy cầu (ski jump) thay vì máy phóng khi cất cánh từ tàu sân bay. Kiểu này cung cấp nhiều lợi thế: khi cất cánh nó sẽ không tạo ra áp lực cho khung máy bay và phi công, cho phép trọng lượng máy bay nhẹ hơn vì ít phải tăng cường cấu trúc khung và ngăn ngừa được sự mất tri giác do gia tốc lớn (G-LOC, G-induced loss of consciousness). Đồng thời, với kiểu nhảy cầu, máy bay có thể có được toàn bộ lực đẩy có đốt sau sớm hơn, vì nó được ghìm lại bởi đế chặn chứ không phải bởi những chốt móc của máy phóng. Khi đã lên không máy bay sẽ có được góc tấn lớn, làm tăng thêm tốc độ bay góc lên cao đạt được trong khi gia tốc, giúp lên cao tốt hơn. Phương pháp này yêu cầu máy bay ổn định hơn và cơ động được tại tốc độ thấp. Ở mặt tiêu cực, máy bay cất cánh kiểu này không thể mang tải trọng nặng, trừ khi trọng lượng cất cánh tối đa rất thấp như kiểu Hawker Siddeley Harrier và các phiên bản của nó. Máy bay lớn không thể cất cánh từ đường băng kiểu nhảy cầu, nên giới hạn việc áp dụng kiểu này chỉ cho các tàu sân bay chiến thuật.
Những cánh mũi của Su-33 được thu ngắn lại để rút ngắn khoảng cách cất cánh và cải thiện khả năng cơ động, nhưng cũng yêu cầu thiết kế lại cạnh trước cánh mở rộng. Cánh mũi cân đối lại lực ép xuống sinh ra do cánh chính và cánh sau, giảm bớt tốc độ hạ cánh xuống 1,5 lần. Nó cũng đóng vai trò gây mất ổn định trong khi bay với tốc độ siêu âm, bằng cách giảm bớt lực cản cắt dốc. Diện tích cánh cũng được tăng thêm, dù sải cánh vẫn có kích thước như cũ. Cánh chính có thể được gấp lại bằng điện và cánh đuôi ngắn hơn cho phép chứa máy bay trong khoang chứa máy bay thường rất đông đúc. Mỏm sau cũng được rút ngắn và sửa đổi để chứa bộ phận móc ở đuôi. Hệ thống dẫn đường và dò mục tiêu hồng ngoại (IRST) được đổi chỗ cho tầm nhìn xuống tốt hơn, và gắn thêm một ống tiếp nhiên liệu trên không dạng chữ L có thể thu vào được để tăng tầm bay.
Các tên lửa dẫn đường mà Su-33 có thể mang như Kh-25MP, Kh-31 và Kh-41. Máy bay có thể sử dụng trong cả ngày lẫn đêm trên biển. Nó có thể vận hành dưới sự giúp đỡ của trung tâm đièu khiển trên tàu, hay phối hợp với máy bay trực thăng cảnh báo trên không Kamov Ka-31 (một phiên bản của Ka-27). Tên lửa R-27EM cung cấp cho Su-33 khả năng ngăn chặn các tên lửa đối hạm.
Ngoài vai trò phòng thủ trên không, các nhiệm vụ khác của Su-33 bao gồm: tiêu diệt các phương tiện chống tàu ngầm đối phương (ASW), máy bay cảnh báo và chỉ huy trên không (AWACS), máy bay vận tải, chống tàu chiến, hỗ trợ đổ bộ, hộ tống, trinh sát và thả mìn.

## Lịch sử hoạt động

### Nga can thiệp quân sự tại Syria
Ngày 15 tháng 11 năm 2016, trong chiến dịch quân sự quy mô lớn của Nga nhằm chống lại các nhóm khủng bố ở Syria, các máy bay Su-33 hoạt động trên tàu sân bay Đô đốc Kuznetsov đã được sử dụng. Trong lần tham gia chiến đấu đầu tiên này, Su-33 tiến hành tấn công các cơ sở khủng bố của ISIL lẫn Al-Nusra tại các tỉnh Idlib và Homs bằng bom dẫn đường chính xác 500 kg. Các mục tiêu chính là kho đạn dược, trung tâm hậu cần, trung tâm huấn luyện và nhà máy sản xuất vũ khí. Theo Bộ Quốc phòng Nga, ít nhất 30 tay súng, trong đó có 3 chỉ huy chiến trường, đã thiệt mạng do các cuộc không kích trên.

### Xuất khẩu không thành công
Ngày 23 tháng 10 năm 2006, báo Kommersant thông báo Công ty Xuất khẩu Vũ khí Nhà nước Nga (Rosoboronexport) đã kết thúc đàm phán với Trung Quốc, một hợp đồng được ký với việc Nga cung cấp cho Trung Quốc 50 máy bay chiến đấu Su-33 với giá trị lên đến 2,5 tỷ USD. Lưu trữ ngày 6 tháng 6 năm 2011 tại Wayback Machine Lúc đầu Trung Quốc chỉ định mua 2 chiếc với giá 100 triệu USD để thử nghiệm và sau đó họ đã tăng thêm 12-48 chiếc. Những máy bay chiến đấu này sẽ được sử dụng trong chương trình hàng không mẫu hạm Trung Quốc mới ra đời.
Tại triển lãm hàng không Zhuhai lần thứ 6 vào năm 2006, Phó giám đốc Thứ nhất của Văn phòng Hợp tác Kỹ thuật Quân sự Liên bang Nga, Trung tướng Không quân Nga Aleksander Denisov, đã xác nhận trong một cuộc họp báo công khai rằng phía Trung Quốc đã tiếp xúc Nga cho việc dự định mua Su-33, và các cuộc thảo luận sẽ được bắt đầu vào năm 2007. Tân Hoa Xã sau đó đăng thông tin trên vào cùng ngày 1 tháng 11-2006 trên trang web quân sự của họ, và đây cũng là thông tin chính thức duy nhất từ chính phủ Trung Quốc. Nhưng cả tướng Aleksander Denisov lẫn các quan chức Trung Quốc đều không để lộ ra bất kỳ chi tiết nào về thỏa thuận, như là mua sắm trực tiếp, lắp ráp theo giấy phép hay hợp đồng chuyển giao công nghệ; chỉ đơn giản nói là Trung Quốc sẽ đưa Su-33 vào hoạt động.

## So sánh với J-15 của Trung Quốc
Trung Quốc đã cố gắng mua các máy bay Su-33 của Nga vào năm 2006 và 2009 nhưng các cuộc đàm phán đã thất bại dẫn đến việc Trung Quốc đẩy mạnh chương trình J-15 bản địa.
Bản thân Su-33 thậm chí còn chưa được nâng cấp nhiều kể từ đầu những năm 1990 mà chỉ trải qua các đợt nâng cấp nhẹ. Hàng không hải quân Nga dường như tập trung hơn vào việc mua sắm MiG-29KR, một khung máy bay nhẹ hơn. Su-33 chỉ có một màn hình bán đa chức năng trong buồng lái, hạn chế khả năng sử dụng các loại đạn dược dẫn đường chính xác và sử dụng các kỹ thuật dẫn đường hiện đại. Các nâng cấp không thay đổi điều này, chỉ bổ sung thêm các hệ thống ném bom mới và cung cấp cho phi công một kỹ thuật số thay cho việc trang bị lại buồng lái. Trong khi đó Trung Quốc đã chế tạo J-15 theo các tiêu chuẩn mới nhất về thiết kế buồng lái và công thái học với nhiều MFD trong buồng lái và một bảng điều khiển lấy cảm hứng từ F/A-18 dưới bệ giữ.
Su-33 có lẽ vượt trội hơn J-15 về độ tin cậy và sức mạnh động cơ thì J-15 là một máy bay hiện đại hơn và được tích hợp các khái niệm thiết kế tiện dụng hiện đại. Nỗ lực của Trung Quốc đã cho phép họ hiện đại hóa triệt để và phát triển các biến thể mới của nó trong khi Su-33 của Nga vẫn bị mắc kẹt trong những năm 1990 với các công cụ tương tự và một HUD đơn giản.

## Tai nạn
Kể từ chuyến bay đầu tiên Su-33 xảy ra 8 vụ tai nạn, trong đó có 5 vụ do máy bay gặp trục trặc kỹ thuật.
- Ngày 28 tháng 9 năm 1988, nguyên mẫu đầu tiên T10K-1 (w / n 37) dưới sự điều khiển của phi công thử nghiệm Nikolai Sadovnikov ở độ cao 2000 m và tốc độ 1270 km/h bị mất kiểm soát do lỗi hệ thống thủy lực.
- Ngày 11 tháng 7 năm 1991, một trong các máy bay của lô thí điểm (T10K-8) do Đại tá phi công Timur Apakidze điều khiển đã bị rơi.
- Ngày 26 tháng 12 năm 1994 một Su-33 của KnAAPO bị mất trong chuyến bay thử nghiệm theo lịch trình do lỗi của phi công.
- Ngày 17 tháng 6 năm 1996, trong khi thực hiện chuyến bay huấn luyện trong điều kiện thời tiết bất lợi, một chiếc Su-33 đã bị rơi khiến phi công Vitaly Kuzmenko thiệt mạng.[5]
- Ngày 11 tháng 5 năm 2000, trong các chuyến bay theo lịch trình của một trung đoàn hàng không hải quân thuộc Hạm đội phương Bắc, máy bay chiến đấu Su-33 trên tàu sân bay do phi công quân sự cấp 1, Đại tá Pavel Kretov điều khiển đã bị rơi . Phi công đã cố gắng phóng ra và hạ cánh an toàn cách sân bay căn cứ Severomorsk-3 khoảng 54 km. Máy bay bị lỗi hệ thống điều khiển.
- Ngày 17 tháng 7 năm 2001, trong một cuộc triển lãm hàng không dành riêng cho ngày hàng không hải quân tại Ostrov gần Pskov, một chiếc Su-33 đã bị rơi do Anh hùng nước Nga, Thiếu tướng Timur Apakidze điều khiển. Sau một chuyến bay biểu diễn nhào lộn trên không với việc thực hiện những con số có độ phức tạp tối đa, chiếc máy bay bị rơi và bốc cháy, phi công đã chết trên đường đến bệnh viện.[5]
- Ngày 5 tháng 9 năm 2005, chiếc máy bay Su-33 dưới sự điều khiển của Trung tá Yuri Korneev do đứt cáp hãm khí, máy bay rơi xuống biển và chìm. Phi công đã phóng ra thành công. Sự cố xảy ra khi đang hạ cánh trên boong tàu TAVKR "Đô đốc Kuznetsov".
- Ngày 3 tháng 12 năm 2016, khi hạ cánh trên boong tàu TAVKR "Đô đốc Kuznetsov", máy bay của trung đoàn hàng không tiêm kích biệt kích số 279 đã gặp tai nạn do đứt cáp.[6]

## Biến thể

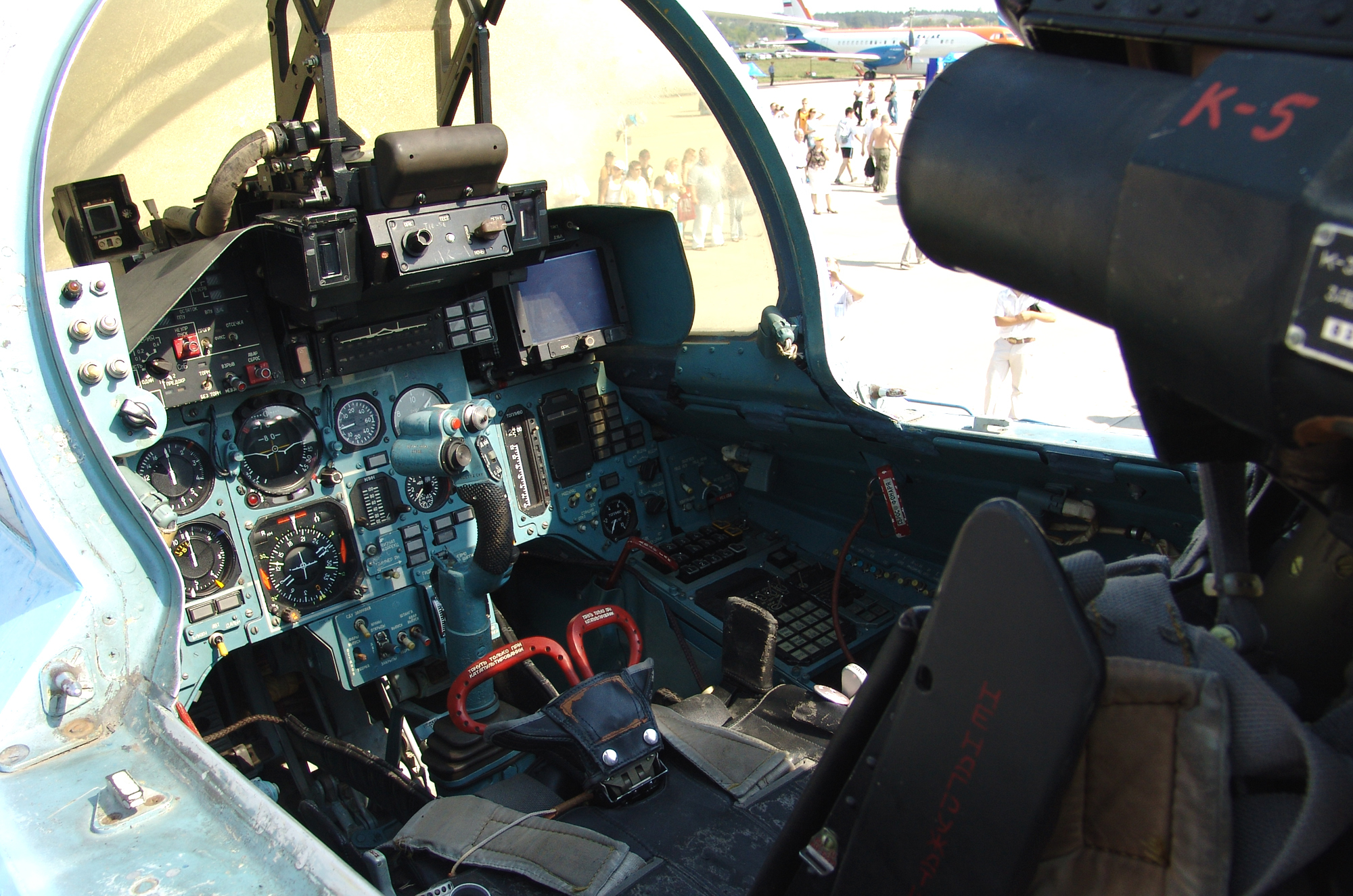
Buồng lái của Su-33

- T-10K: mẫu đầu tiên của Su-27K.
- Su-27K 'Flanker-D': thiết kế chính thức của Su-33 được Hải quân Nga sử dụng trên tàu sân bay. Được sản xuất với cánh mũi, cấu trúc chịu lực, cánh gấp ở cánh chính và cánh đuôi, móc hãm tốc độ, động cơ nâng cấp, chống ăn mòn, tiếp nhiên liệu trên không, và một số cải tiến khác để máy bay phù hợp với các hoạt động trên tàu sân bay.
- Su-33UB/Su-27KUB: phiên bản huấn luyện 2 chỗ.
- Su-33 nâng cấp: năm 1999, Sukhoi/KnAAPO/Rosvooruzheni đưa ra phiên bản Su-33 cải tiến. Buồng lái được trang bị 2 màn hình màu đa chức năng LCD khổ lớn, hệ thống lái, dẫn đường hiện đại và cải thiện khả năng tấn công mặt đất. Nó có thể mang tên lửa không đối không R-77, tên lửa không đối đất dẫn đường bằng TV Kh-29, Kh-59N, KAB-500KR và KAB-1500KR; và tên lửa không đối đất dẫn đường bằng laser Kh-29L, KAB-500L, và KAB-1500L. Tên lửa Kh-31 chống SEAD (hệ thống phòng không của quân địch).
- Su-28: phiên bản tác chiến điện tử. Không được phát triển.
- Su-27KM: phiên bản cuối cùng trong kế hoạch, với radar Zhuk, khả năng tấn công mặt đất đầy đủ như một chiếc Su-27M và động cơ có thể chỉnh hướng phụt, không được sản xuất.
- Su-27KRT: (Korabelnyi Razvedchik-Tseleukazatel: trinh sát và tấn công mục tiêu trên tàu) mẫu đầu tiên bay vào năm 1999. Được trang bị radar Leninets MMW, truyền thông tin mã hóa và hệ thống truyền dữ liệu, hệ thống trinh sát bằng điện tử hoặc sóng vô tuyến. Su-27KRT được sản xuất dựa trên khung của Su-27KUB/Su-33UB, hình dạng của mẫu này không được biết.
- Su-27KPP: (korabelnyi postanovshchik pomekh: máy bay chỉ huy) đang phát triển.
- Su-30K-2: phiên bản đánh chặn 2 chỗ được phát triển dựa trên khung của Su-33, được chế tạo phát triển ở Komsomolsk, cuối năm 1999, bay lần đâu vào cuối năm 2000.

## Các nhà khai thác

### Hiện nay
- Nga: Không lực Hải quân Nga

### Trước kia
- Ukraina

## Các thông số kỹ thuật (Su-33)
Nguồn: KnAAPO, Sukhoi, airforce-technology.com, Gordon and Davison, Williams

### Đặc tính chung
- Phi đoàn: 1
- Chiều dài: 21.94 m (72 ft).
- Sải cánh: 14.70 m (48.25 ft).
- Sải cánh khi gấp: 7.40 m (24.25 ft).
- Chiều cao: 5.93 m (19.5 ft).
- Diện tích cánh: 62.0 m² (667 ft²).
- Trọng lượng rỗng: 18.400 kg (40.600 lb).
- Trọng lượng cất cánh: 29.940 kg (66.010 lb).
- Trọng lượng cất cánh tối đa: 33.000 kg (72.750 lb).
- Động cơ: 2x động cơ phản lực tua bin Lyulka AL-31F, công suất 7.600 kgf (74.5 kN, 16.750 lbf) và 12.500 kgf (122.6 kN, 27.560 lbf) nếu đốt nhiên liệu lần hai với mỗi chiếc.

### Đặc tính bay
- Vận tốc cực đại: Mach 2.17 (2.300 km/h, 1.430 mph) trên độ cao 10.000 m (33.000 ft).
- Tầm bay: 3.000 km (1.860 mi).
- Trọng lực G tối đa: +8 g (+78 m/s²).
- Trần bay: 17.000 m (55.800 ft).
- Vận tốc lên cao: 325 m/s (64.350 ft/min).
- Lực nâng của cánh: 483 kg/m²; (98.9 lb/ft²).
- Lực đẩy/trọng lượng: 0.83.
- Vận tốc cất cánh: 235–250 km/h (145-155 mph).

### Vũ khí
- 1 x pháo 30 mm GSh-30-1 150 viên đạn.
- Mang được 6.500 kg (14.300 lb) vũ khí dướii 12 điểm treo cứng dưới thân, bao gồm:
  - Tên lửa không đối không R-27 (AA-10 Alamo), R-73 (AA-11 Archer), R-77 (AA-12 Adder).
  - Tên lửa không đối đất Kh-25MP (AS-12 Kegler), Kh-31 (AS-17 Krypton), Kh-41.
  - Các loại bom, rocket, mìn, ngư lôi, tên lửa chống hạm.
  - Vũ khí chống gây nhiễu điện tử.

### Máy bay có cùng sự phát triển
- Sukhoi Su-27
- Sukhoi Su-30
- Sukhoi Su-34
- Sukhoi Su-35
- Sukhoi Su-37

### Máy bay có tính năng tương đương
- F-14 Tomcat
- F/A-18 Hornet
- F/A-18E/F Super Hornet
- MiG-29K Fulcrum-D
- Dassault Rafale